# Sam Nunn
Samuel Augustus Nunn Jr. (sinh ngày 8 tháng 9 năm 1938) là một luật sư và chính trị gia người Mỹ. Hiện là đồng chủ tịch của Sáng kiến Đe dọa Hạt nhân (NTI), một tổ chức từ thiện hoạt động để ngăn chặn các cuộc tấn công thảm khốc bằng vũ khí hạt nhân, sinh học và hóa học, Nunn phục vụ trong 24 năm với tư cách là Thượng nghị sĩ Hoa Kỳ từ Georgia (1972 đến 1997) đảng viên của đảng Dân chủ. Kinh nghiệm chính trị và thông tin về quốc phòng của ông được báo cáo đã biến ông thành một người bạn đời tiềm năng cho các ứng cử viên tổng thống của đảng Dân chủ John Kerry (2004) và Barack Obama (2008).

## Tiểu sử
Nunn sinh ra ở Macon, Georgia, con trai của Mary Elizabeth (nhũ danh Cannon) và Samuel Augustus Nunn, từng là luật sư và thị trưởng của Perry, Georgia. Nunn được lớn lên ở Perry. Ông là cháu trai của Dân biểu Carl Vinson.
Nunn là một hướng đạo sinh đại bàng và nhận được giải thưởng Hướng đạo đại bàng xuất sắc từ Hội Nam Hướng đạo Mỹ. Ở trường trung học, Nunn là một vận động viên nổi bật, đội trưởng đội bóng rổ của trường tới chức vô địch bang. 
Nunn theo học Georgia Tech vào năm 1956, nơi ông được khởi xướng là anh trai của Phi Delta Theta. Ông chuyển đến Đại học Emory vào năm 1959 và nhận bằng đại học năm 1960. Sau đó, ông nhận được bằng từ Trường Luật Đại học Emory vào năm 1962.

## Bắt đầu sự nghiệp
Sau khi phục vụ tích cực trong Lực lượng Bảo vệ Bờ biển Hoa Kỳ, ông đã phục vụ sáu năm trong Khu Bảo tồn Bờ biển Hoa Kỳ. Ông cũng là một nhân viên của Quốc hội.
Nunn trở về Perry, Georgia, nơi anh hành nghề luật sư và quản lý trang trại của gia đình. Ông từng là chủ tịch của Phòng Thương mại Perry.

## Sự nghiệp chính trị
Nunn lần đầu tiên tham gia chính trị với tư cách là thành viên của Hạ viện Georgia năm 1968.  Ông đã được bầu vào Thượng viện Hoa Kỳ vào năm 1972, đánh bại Thượng nghị sĩ Hoa Kỳ David H. Gambrell tại Thượng viện Dân chủ và Đại diện Hoa Kỳ Fletcher Thompson trong cuộc tổng tuyển cử. Nunn đã nghỉ hưu từ Thượng viện vào năm 1997, cung cấp sự thiếu "nhiệt tình và nhiệt tình" như là sự biện minh. 
Trong nhiệm kỳ của mình tại Thượng viện Hoa Kỳ, Nunn từng là chủ tịch của Ủy ban Quân sự Thượng viện Hoa Kỳ và Tiểu ban thường trực về điều tra. Ông cũng phục vụ trong Ủy ban Tình báo và Doanh nghiệp nhỏ. Thành tựu lập pháp của ông bao gồm Đạo luật Tái tổ chức Bộ Quốc phòng mang tính bước ngoặt, được soạn thảo với Thượng nghị sĩ Barry Goldwater, và Chương trình Giảm thiểu mối đe dọa hợp tác của Nunn-Lugar, hỗ trợ cho Nga và các nước cộng hòa thuộc Liên Xô cũ để bảo vệ và phá hủy hạt nhân dư thừa của họ, vũ khí sinh học và hóa học.